# Kaissa
Kaissa (russisch: Каисса) war ein sowjetisches Schachprogramm, das 1974 die erste Computerschachweltmeisterschaft gewann. Es wurde nach der fiktiven Schachgöttin Caissa benannt. Die Elo-Zahl Kaissas lag bei etwa 1600.
Kaissa wurde von Wladimir Arlasarow, Alexander Bitman, Georgi Adelson-Welski, Alexander Schiwotowski und Anatoli Uskow entwickelt und später von Michail Donskoi verbessert. Es wurde am Institut für Theoretische und Experimentelle Physik und dem Institut für Systemwissenschaft in Moskau entwickelt. 1974 enthielt das Programm 384 Kilobyte Assembler-Code.
Es enthielt Mechanismen wie einen Vorgänger der Nullzugsuche, durch den Kaissa Drohungen ermitteln konnte. Es konnte Stellungsanalogien verstehen und verfügte über eine Baumsuche mit Alexander Brudnos Alpha-Beta-Suchmechanismen.
1972 spielte das Programm zwei Korrespondenzpartien (1 Remis, 1 Niederlage) gegen die Leser der Zeitung Komsomolskaja Prawda und erlangte dadurch in der Sowjetunion Bekanntheit.
Kaissa war von 1974 bis 1977 Computerschachweltmeister. Es gewann im August 1974 die vier Runden dauernde erste Weltmeisterschaft in Stockholm, an der 13 Programme teilnahmen. Dabei hatte es 10.000 Züge im Eröffnungsbuch und lief auf einem Großrechner von ICL. Der ICL 4/70 hatte einen 64-Bit-Prozessor, 24.000 Byte RAM und konnte 900.000 Befehle pro Sekunde verarbeiten, was für rund 200 Stellungen pro Sekunde ausreichte.
Dem Entwicklerteam wurde der Kauf und die Verwendung eines IBM-Computers verboten, obwohl dieser möglicherweise stärker gewesen wäre. Bei der Weltmeisterschaft nahm das Programm über einen ICL in Moskau und eine Telefonverbindung teil, da die Stockholmer ICL-Computer mangels des eigens angefertigten Betriebssystems nicht das Programm hätten ausführen können.
Die sowjetische Regierung sorgte für den Stopp der Weiterentwicklung Kaissas, da sie diese für Zeitverschwendung hielt. Dennoch nahm das Programm an weiteren Weltmeisterschaften teil.
1977 erreichte es bei der zweiten Weltmeisterschaft einen geteilten zweiten bis dritten Platz, während CHESS 4.6 gewann. Bei der dritten Weltmeisterschaft 1980 erlangte Kaissa bei einer Performance von 1634 Elo den geteilten sechsten bis elften Platz, während sich Belle und Chaos den Sieg teilten.
|   | a | b | c | d | e | f | g | h |   |
| 8 |   |   |   |   |   |   |   |   | 8 |
| 7 |   |   |   |   |   |   |   |   | 7 |
| 6 |   |   |   |   |   |   |   |   | 6 |
| 5 |   |   |   |   |   |   |   |   | 5 |
| 4 |   |   |   |   |   |   |   |   | 4 |
| 3 |   |   |   |   |   |   |   |   | 3 |
| 2 |   |   |   |   |   |   |   |   | 2 |
| 1 |   |   |   |   |   |   |   |   | 1 |
|   | a | b | c | d | e | f | g | h |   |

Schwarz am Zug.
Kaissa spielte bei der 2. Computerschachweltmeisterschaft 1977 in Toronto einen der bemerkenswertesten Züge der Computerschachgeschichte. Im 34. Zug zog das Programm das auf den ersten Blick völlig unverständliche Te7–e8, was ersatzlos den Turm verliert. Zunächst glaubten die Zuschauer an einen Programmfehler, es stellte sich jedoch heraus, dass nach dem auf der Hand liegenden 34. … Kg8–g7 eine zwingende Mattkombination möglich war: 35. Da8–f8+ Kg7xf8 36. Le3–h6+ Lf6–g7 37. Tc1–c8+ nebst Matt. Das Programm spielte also den Zug, der den Partieverlust möglichst lange hinauszögerte. Gegen einen menschlichen Spieler wäre es sinnvoller gewesen, es auf den Zug Kg7 ankommen zu lassen, weil der Gegner das Matt möglicherweise nicht gesehen hätte, während nach dem Turmverlust eine völlig chancenlose Stellung entsteht.

## Quelle
- Archivierte Geocities-Seite (Memento vom 16. November 2005 im Internet Archive)